# Sussita

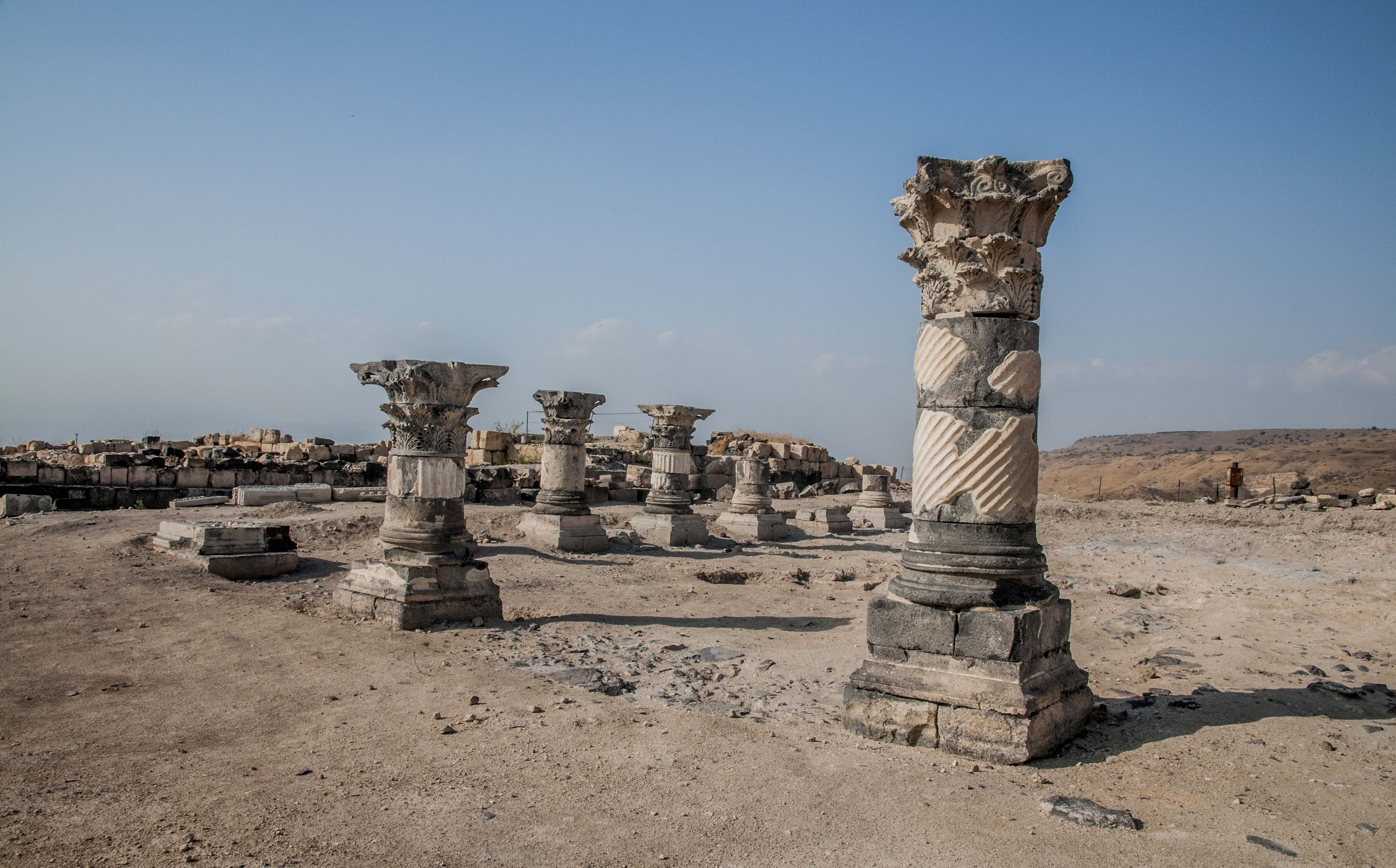
del av kolonnaden

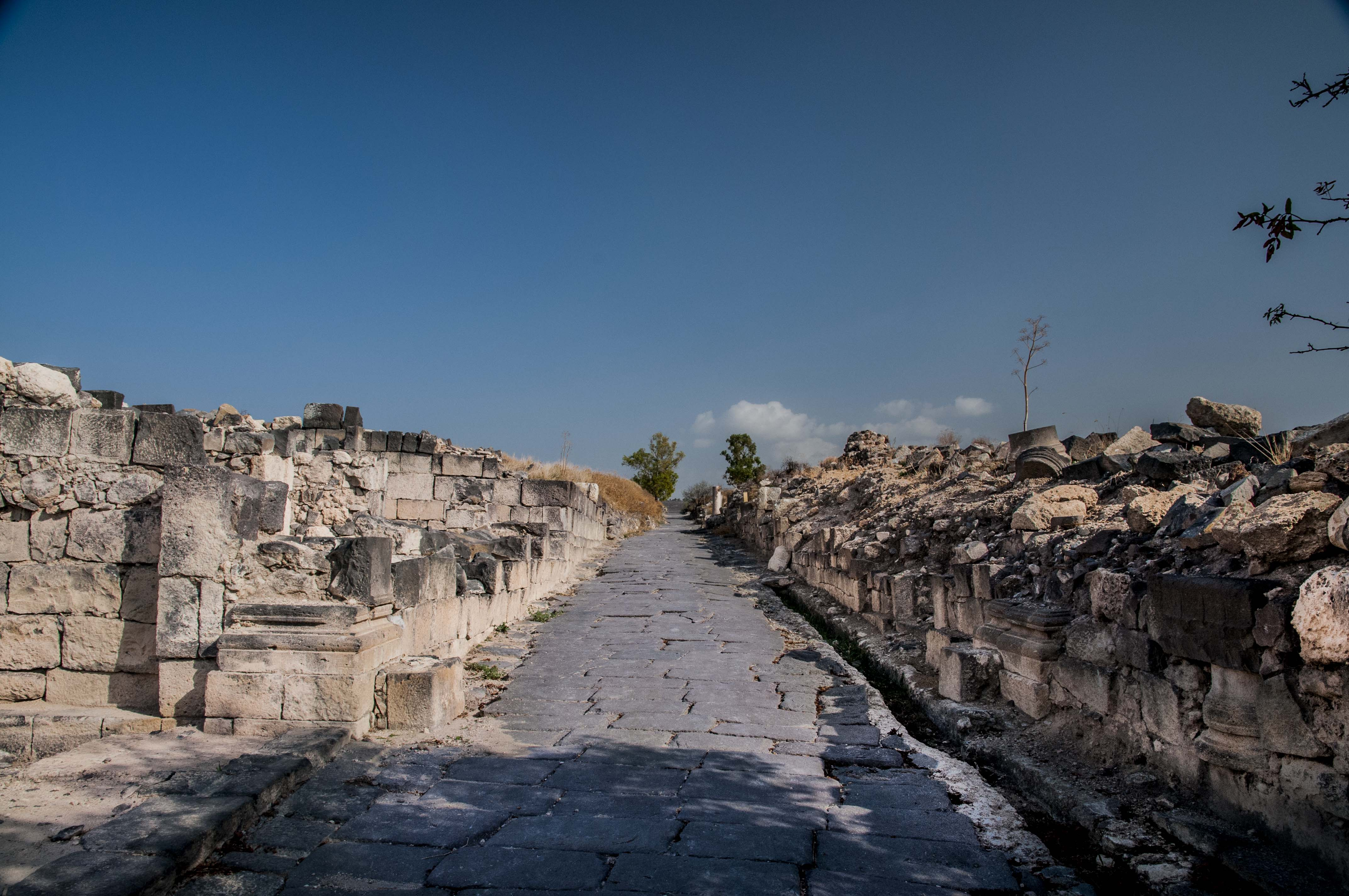
del av huvudgatan

Hippos (även Antiochia Hippos, grekiska Ἵππος, arabiska قلعة الحصن Qal'at el-Husn, hebreiska סוסיתא Sussita) är en arkeologisk plats i norra Israel. Hippos var en av de tio städerna i stadsförbundet Decapolis under Antiken. Området är numera en nationalpark.

## Staden
Ruinerna efter Hippos ligger i mehoz Norra distriktet vid kibbutzen Ein Gev nära Golanhöjderna cirka 60 km öster om kuststaden Haifa och cirka 2 km öster om Gennesaretsjön i det historiska landskapet Galileen. Staden ligger på ett berg cirka 350 m över sjön och det finns även ett tillhörande hamnområde.
Bland de kvarvarande ruinerna finns basilikor, kyrkor, tempel, badhus (hamam), en stor teater (odeion), försvarsanläggningar och en omgivande stadsmur, kolonnader och huvudgatan "Decumanus maximus" som leder till ett cirka 42 x 42 kvadratmeter stort torg (forum). I en byggnad med peristyl har man också hittat en mosaik föreställande gudinnan Tyche. Stadsporten låg vid stadens östra del och den västra porten ledde till hamnen vid Gennesaretsjön. Hela staden täcker cirka 650 m x 200 m, söder om staden har arkeologer även upptäckt en nekropol.

## Historia
Hippos var ett av de tio hellenistiska-romerska städerna i stadsförbundet Decapolis i Mellanöstern. Fynd av antika mynt i staden daterar Hippos som självstyrande till cirka år 63 f.Kr.
Staden grundades troligen redan på 200-talet f.Kr. som Antiochia Hippos under det Ptolemaiska riket, kring år 150 f.Kr. övertogs området av Seleukider riket och år 63 f.Kr. erövrades området av romerske fältherren Pompejus.
Hippos omnämns redan i det Nya Testamentet i Bibeln under Romerska riket, fynd av mynt som dateras till cirka år 180 kring tiden för romerske kejsaren Marcus Aurelius visar på fortsatt självstyre. Staden tillhörde provinsen Arabia Petraea men erhöll sedan självstyre under Rom. Hippos omnämns även av romerske Plinius den äldre (i Naturalis Historia (Decapolitana, Liber V, kap IV, avsnitt 74, 77).
Under det Bysantinska riket införlivades staden kring år 300 i provinsen Palæstina Secunda. År 363 drabbades staden av en jordbävning men återuppbyggdes.
Kring år 640 övertogs Hippos av Persiska riket och tappade i betydelse, år 749 ödelades staden av ytterligare en jordbävning och övergavs. Samma jordbävning drabbade Capernaum, Gerasa, Pella, Scythopolis och Tiberias.
1883 undersöktes området av den amerikanske arkeologen Gottlieb Schmacher,  och åren 1951 till 1955 genomfördes utgrävningar av israeliska arkeologer. 2000 inleddes omfattande utgrävningar av området inom Hippos-Sussita Excavation Project.
1964 utnämndes staden till skyddat området och 2000 till en nationalpark och förvaltas av Israels natur- och parkmyndighet.